# Scherma agli XI Giochi del Mediterraneo
I tornei di  Scherma ai XI Giochi del Mediterraneo si sono svolti ad Atene. Le competizioni si sono svolte sia in ambito maschile che in ambito femminile, mettendo in palio un totale di 4 ori, 4 argenti e 4 bronzi nelle seguenti specialità:
- Fioretto
- Sciabola
- Spada

La nazione dominatrice è stata l'Italia, che ha conquistato ben 3 medaglie d'oro su 4 gare in programma e ben 6 delle 12 medaglie totali disponibili.

## Podi

### Uomini
| Evento               | Oro               | Argento         | Bronzo         |
| Spada                |                   |                 |                |
| Spada individuale    | Hervé Faget       | Olivier Lenglet | Angelo Mazzoni |
| Fioretto             |                   |                 |                |
| Fioretto individuale | Mauro Numa        | Philippe Omnès  | Andrea Borella |
| Sciabola             |                   |                 |                |
| Sciabola individuale | Ferdinando Meglio | Raúl Peinador   | Antonio García |

### Donne
| Evento               | Oro                  | Argento           | Bronzo         |
| Fioretto             |                      |                   |                |
| Fioretto individuale | Francesca Bortolozzi | Giovanna Trillini | Gisèle Meygret |

## Medagliere
| Posizione | Paese   |   |   |   | Totale |
| --------- | ------- | - | - | - | ------ |
| 1         | Italia  | 3 | 1 | 2 | 6      |
| 2         | Francia | 1 | 2 | 1 | 4      |
| 3         | Spagna  | 0 | 1 | 1 | 2      |
| Totale    | Totale  | 4 | 4 | 4 | 12     |